# Obras cumbres (álbum de Los Fabulosos Cadillacs)
Obras cumbres es el tercer álbum recopilatorio del grupo argentino Los Fabulosos Cadillacs. El disco incluye 34 temas separados en los dos discos incluidos. En el primer disco se encuentran 19 temas y en el segundo 15 ordenados por orden cronológico (exceptuando el disco titulado "Sopa de Caracol") del primer disco "Bares y fondas" hasta llegar al décimo disco llamado "Rey azúcar", dejando afuera a "Fabulosos Calavera" y "La marcha del golazo solitario". Lanzado bajo el sello Sony Music en el año 2000 es una de las recopilaciones más completas que existen de la banda proveniente de Buenos Aires, siendo sacado en varias versiones más como en el año 2004 y 2007.

## Lista de canciones

### CD 1
1. "Basta de llamarme así" (Version 93) (Vicentico) – 3:06
2. "Silencio hospital" (Versión Demo) (Vicentico y Mario Siperman) – 2:04
3. "Belcha" (Flavio Cianciarulo - Luciano Giugno) – 2:47
4. "El genio del Dub" (Vicentico, Fernando Ricciardi, Sergio Rotman y Flavio Cianciarulo) – 5:21
5. "Mi novia se cayó en un pozo ciego" (Vicentico, Fernando Ricciardi, Flavio Cianciarulo, Luciano Giugno) – 3:52
6. "Yo no me sentaría en tu mesa" (Vicentico, Pardo, Sergio Rotman) – 2:58
7. "Yo te avisé" (Vicentico) – 3:07
8. "Estoy harto de verte con otros" (Vicentico) – 4:53
9. "Revolution rock" (Jackie Edwards y Danny Ray) – 4:55
10. "Vasos vacíos" (Vicentico) – 4:37
11. "Conversación Nocturna" (Rigozzi, Ricciardi, Mario Siperman y Vicentico) – 3:30
12. "Número 2 en tu lista" (Vicentico) – 3:52
13. "Te tiraré del altar" (Version Original) (Vicentico y Giugno) – 2:11
14. "El satánico Dr. Cadillac" (Vicentico) – 4:00
15. "El mensaje soy yo" (Vicentico) – 2:50
16. "Demasiada Presión" (Vicentico) – 4:10
17. "Radio Kriminal" (Vicentico, Cianciarulo) – 4:20
18. "Caballo de madera" (Cianciarulo) – 3:10
19. "The Guns of Brixton" (Paul Simonon) – 4:17

### CD 2
1. "Intro - No acabes" – 1:47
2. "Carnaval toda la vida" (Vicentico) – 6:05
3. "Manuel Santillán, el león" (Flavio Cianciarulo) – 3:56
4. "Siguiendo la luna" (Sergio Rotman) – 4:57
5. "Gallo Rojo" (Vicentico) – 4:27
6. "Arde Buenos Aires" (Flavio Cianciarulo) – 3:13
7. "Desapariciones" (Rubén Blades) – 5:36
8. "Matador" (Flavio Cianciarulo) – 4:33
9. "Te tiraré del altar" (Version 93) (Vicentico, Giugno) – 3:05
10. "Mal bicho" (Flavio Cianciarulo) – 4:05
11. "Strawberry Fields Forever" (John Lennon/Paul McCartney) – 4:17
12. "Carmela" (Fernando Ricciardi) – 2:58
13. "Las venas abiertas de América Latina" (Ciancirulo) – 2:43
14. "Hora cero" (Rotman, Vicentico) – 4:38
15. "Saco azul" (Vicentico, Valeria Bertuccelli) - 3:36

- Datos: Q6048119